# Општина Пантелимон (Илфов)
Пантелимон (рум. Pantelimon) општина је у Румунији у округу Илфов.
Oпштина се налази на надморској висини од 75 m.